# 198
| Calendário gregoriano                                                        | 198 CXCVIII                     |
| Ab urbe condita                                                              | 951                             |
| Calendário arménio                                                           | -354 – -353                     |
| Calendário bahá'í                                                            | -1646 – -1645                   |
| Calendário budista                                                           | 742                             |
| Calendário chinês                                                            | 2894 – 2895                     |
| Calendário copta                                                             | -86 – -85                       |
| Calendário etíope                                                            | 190 – 191                       |
| Calendários hindus - Vikram Samvat - Calendário nacional indiano - Cáli Iuga | 253 – 254 119 – 120 3298 – 3299 |
| Calendário Holoceno                                                          | 10198                           |
| Calendário islâmico                                                          | 437 BH – 436 BH                 |
| Calendário judaico                                                           | 3958 – 3959                     |
| Calendário persa                                                             | 424 BP – 423 BP                 |
| Calendário rúnico                                                            | 448                             |
| Calendário solar tailandês                                                   | 741                             |

198 (CXCVIII na numeração romana) foi um ano comum do século III do Calendário Juliano, da Era de Cristo, teve início a um domingo e terminou também a um domingo, a sua letra dominical foi A (52 semanas).
| Ano completo                    |
| ------------------------------- |
| Ano comum com início ao domingo |